# Alberto Dorrego de Carlos
Alberto Dorrego de Carlos es un abogado español. Nacido en Ávila (España) el 29 de julio de 1965. Hijo del exsenador de la UCD y posteriormente del CDS Alberto Manuel Dorrego González Fue director general para la Modernización de la Administración de Justicia, del Ministerio de Justicia de España.

## Formación
Cursó la licenciatura de Derecho en la Universidad Complutense de Madrid. En 1991 ingresó, mediante oposición pública y libre, en el cuerpo de Letrados de las Cortes Generales. 

## Función pública
En 1995 fue nombrado Director de Gobierno Interior del Senado, y entre 1996 y 2001 ocupó el cargo de Director de Comisiones del Congreso de los Diputados. 
En 2001 fue nombrado director general para la Modernización de la Administración de Justicia, del Ministerio de Justicia español. Desde este puesto fue partícipe del desarrollo del llamado Pacto de Estado para la Reforma de la Justicia, que suscribieron todas las fuerzas políticas y los principales agentes del sistema judicial español (Asociaciones judiciales, Ministerio fiscal, secretarios judiciales, abogados, procuradores de Justicia entre otros), y redactor de la Carta de Derechos de los Ciudadanos ante la Administración de Justicia (2002), aprobada por unanimidad en el Congreso de los Diputados y firmada solemnemente por los referidos representantes de los operadores jurídicos españoles.
Desde la Dirección General del Ministerio de Justicia impulsó importantes reformas del sistema judicial español, particularmente en el ámbito de la Justicia penal, destacando especialmente el desarrollo legislativo y la puesta en funcionamiento de los denominados juicios rápidos penales (Ley 38/2002, de 24 de octubre), o la modernización del Registro Criminal Central (Registro de Penados y Rebeldes). 
Impulsó desde el Ministerio de Justicia diversas reformas en el Código Penal y en la Ley de Enjuiciamiento Criminal (en particular, la importante reforma de la prisión provisional operada por la Ley Orgánica 13/2003, de 24 de octubre), así como en materia de protección a las víctimas de la volencia familiar con el desarrollo legislativo e implantación de la Orden de Protección (Ley 27/2003, de 31 de julio) y del Registro Central sobre esta materia. Asimismo, realizó una destacada labor en la incorporación de las tecnologías de la información y las comunicaciones en la Administración de Justicia Española, creando una Red Integrada de servicios de la Administración de Justicia, el sistema de comunicaciones electrónicas LEXNET, al objeto de permitir las comunicaciones electrónicas entre operadores jurídicos y los Tribunales de Justicia, herramientas de gestión procesal, así como en el desarrollo de las infraestructuras judiciales. 
Bajo su dirección se desarrolló una importante reforma de la denominada oficina judicial, contenida en la Ley Orgánica del Poder Judicial, basada en la extensión de los servicios comunes judiciales y la progresiva reducción de las tareas gubernativas y burocráticas de los miembros de la carrera judicial y fiscal. Asimismo, impulsó la reintroducción en el sistema judicial español de las tasas judiciales como instrumento de cofinanciación de los servicios de la Administración de Justicia y de racionalización de la utilización de la misma, el sistema de consignaciones y depósitos judiciales, así como una importante reforma del sistema de retribuciones de las carreras judicial y fiscal, basada, por primera vez en España, en fórmulas de retribución variable por objetivos. Desarrolló una importante labor impulsora, tanto en España como en las Instituciones de la Unión Europea, en el ámbito de los medios no jurisdiccionales de solución de conflictos, los denominados M.A.S.C. 
Se impulsó una nueva ley de arbitraje privado, finalmente aprobada por las Cortes Generales, y se iniciaron trabajos de estudio en materia de arbitraje administrativo, sistemas alternativos de mediación en la justicia familiar. 
Tras las elecciones legislativas de 2004 abandonó el Ministerio de Justicia, y se incorporó de nuevo al Congreso de los Diputados, donde fue nombrado, por acuerdo unánime de la Mesa de la Cámara, Secretario General Adjunto.

## Ámbito privado
El 20 de enero de 2005 cesó en el cargo de Secretario General Adjunto del Congreso de los Diputados para orientar su carrera hacia el ámbito privado como abogado. 
En la actualidad es socio responsable del área de Derecho Público y Regulación de la Firma internacional de abogados EVERSHEDS SUTHERLAND en Madrid.

## Publicaciones
Alberto Dorrego es autor de numerosas publicaciones jurídicas, especialmente en el ámbito del derecho administrativo entre las que destacan:
- La Colaboración Público-Privada en la Ley de Contratos del Sector Público; Madrid; editorial LA LEY Wolters Kluwer; 2009; ISBN 978-84-8126-211-7
- 25 años de Jurisprudencia Constitucional; Madrid, editorial Difusión Jurídica y Temas de Actualidad, 2007; ISBN 978-84-96705-35-7
- Derecho de la propiedad horizontal; Barcelona; editorial Praxis; 2000;  ISBN 84-7197-615-3 (coautor junto a Jose Luis Aranda Estevez)
- Contratos públicos: texto refundido de la Ley de contratos de las administraciones públicas, escrito junto a Ascensión Molina Vaquero y publicado por editorial CissPraxis en el año 2000 ISBN 84-7197-624-2
- Todo sobre la nueva Ley de propiedad horizontal, Escrito junto a Baltasar Álvarez Rosas y publicado en Barcelona junto a Baltasar Álvarez Rosas en el año 1999 ISBN 84-7197-530-

Puede consultarse una amplia referencia de sus publicaciones en: http://dialnet.unirioja.es/servlet/extaut?codigo=34034